# Cornucopiae alopecuroides
Cornucopiae alopecuroides är en gräsart som beskrevs av Carl von Linné. Cornucopiae alopecuroides ingår i släktet Cornucopiae, och familjen gräs. Inga underarter finns listade i Catalogue of Life.